# Massif d'Elgea

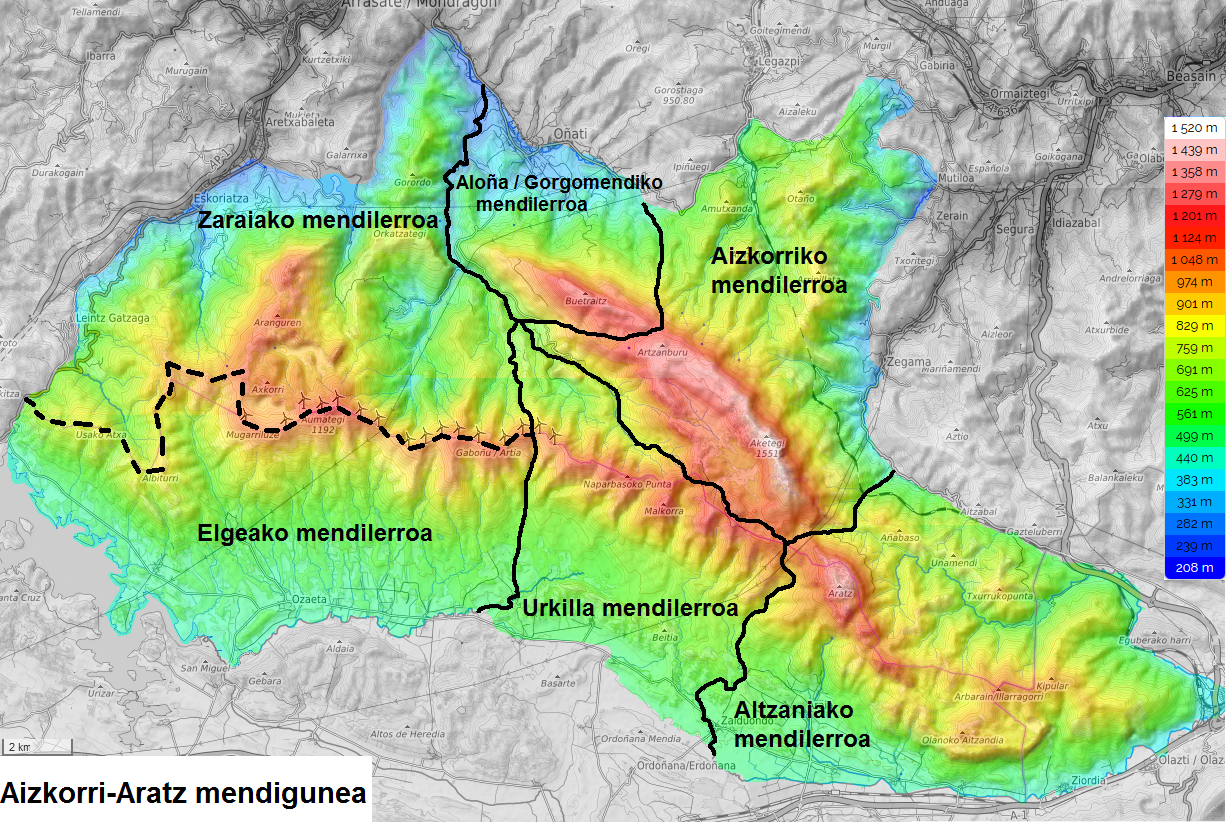
Massif d'Elgea dans le massif d'Aizkorri-Aratz.

Le massif d'Elgea est partagé entre le Guipuscoa et l'Alava dans les Montagnes basques.
Dans le Debagoiena, il comprend les communes d'Eskoriatza, d'Aretxabaleta et d'Oñati, et dans l'Arabako lautada il comprend les communes d'Arratzua-Ubarrundia, Elburgo et Barrundia.

## Sommets
- Aumategigaña ou Saiturri, 1 192 m 42° 57′ 53″ nord, 2° 28′ 57″ ouest (Alava et Guipuscoa)
- Gaboñu ou Artia, 1 176 m 42° 57′ 24″ nord, 2° 25′ 32″ ouest (Alava et Guipuscoa)
- Sekillaga, 1 152 m 42° 57′ 31″ nord, 2° 26′ 14″ ouest (Alava et Guipuscoa)
- Keixtuigaña, 1 132 m 42° 57′ 33″ nord, 2° 24′ 53″ ouest (Alava et Guipuscoa)
- Mugarriluze, 1 111 m 42° 57′ 39″ nord, 2° 30′ 24″ ouest (Alava et Guipuscoa)
- Burgamendi, 1 081 m 42° 57′ 23″ nord, 2° 26′ 54″ ouest (Alava et Guipuscoa)
- Mirubizkar, 1 048 m 42° 57′ 30″ nord, 2° 27′ 24″ ouest (Alava et Guipuscoa)
- Makatzgain, 996 m 42° 58′ 37″ nord, 2° 32′ 07″ ouest (Guipuscoa)
- Arriurdin, 992 m 42° 58′ 18″ nord, 2° 32′ 06″ ouest (Alava et Guipuscoa)
- Elgeamendi ou Albiturri, 944 m 42° 57′ 04″ nord, 2° 32′ 17″ ouest (Alava)
- Urkitza, 915 m 42° 57′ 54″ nord, 2° 32′ 25″ ouest (Alava et Guipuscoa)
- Miritxa, 885 m 42° 56′ 53″ nord, 2° 32′ 48″ ouest (Alava)
- Arkamo, 875 m 42° 57′ 13″ nord, 2° 32′ 55″ ouest (Alava et Guipuscoa)